# Анджелік Кербер
Анджелік Кербер (нім. Angelique Kerber, [andʒɛˈliːk kɛɐ̯ˈbɐ], нар. 18 січня 1988, Бремен) — німецька тенісистка польського походження, переможниця трьох турнірів Великого шолома, колишня перша ракетка світу, олімпійська медалістка.

## Особисте життя
Анджелік Кербер народилася в німецькому місті Бремені в родині Славомира Кербера та його дружини Барбари Жезник. Вона мешкає в польському містечку Пущиково поблизу Познані, де її дід Якуб створив тенісний центр.

## Тенісна кар'єра

### Перші перемоги
Анджелік розпочала грати в теніс у п'ятирічному віці. На професійному рівні вона виступає з 2003 року. Свою першу перемогу в турнірі WTA Кербер здобула в лютому 2012 на Open GDF Suez. У фіналі вона здолала Маріон Бартолі з рахунком 7-6 5-7 6-3. Нова перемога в турнірі WTA прийшла на e-Boks Open, що проводиться в Копенгагені, де в фіналі Кербер здолала Каролін Возняцкі 6-4, 6-4. На Відкритому чемпіонаті Франції 2012, Кербер добралася до чвертьфіналу, а на Вімблдоні до півфіналу, здолавши на шляху Кім Клейстерс та Сабіне Лісіцкі.
Успіхи першої половини 2012 року дозволили Кербер увійти до чільної десятки світового рейтингу, а на кінець сезону вона добралася до чільної п'ятірки.

### 2016: Два титули Великого шолома. Перша ракетка світу
30 січня 2016 року Кербер виграла перший у кар'єрі турнір Великого шолома, перемігши у фіналі Australian Open першу ракетку світу Серену Вільямс.
На Олімпіаді 2016 року в Ріо-де-Жанейро, Кербер виборола срібну медаль, поступившись у фіналі Моніці Пуїг.
Завдяки успішному виступу на Відкритому чемпіонаті США 2016, на якому вона здобула свій другий титул Великого шолома, Кербер забезпечила собі першу позицію в світовому рейтингу. Кербер втратила першу позицію рейтингу після Відкритого чемпіонату Австралії 2017, але знову очолила рейтинг в березні 2017 після того, як Серена Вільямс знялася з Indian Wells Masters через травму.

### 2017— 2018. Третій титул Великого шолома
2017 рік видався для Кербер невдалим. Вона не тільки втратила звання першої ракетки світу, а й опустилася в рейтингу нижче 20-го місця. У грудні вона змінила тренера. Ним став Вім Фіссетт, який працював раніше з Кім Клейстерс, Вікторією Азаренко та Йоганною Контою.
У 2018-му справи пішли набагато краще. На Відкритому чемпіонаті Австралії Кербер вибула в півфіналі, програвши першій ракетці світу Симоні Халеп матч, що став окрасою турніру. Кербер добралася також до чвертьфіналу Відкритого чемпіонату Франції, де вона знову поступилася у важкій боротьбі майбутній чемпіонці Халеп, а на Вімблдоні вона здобула свій третій титул Великого шолома, впевнено перегравши в фіналі Серену Вільямс. Ці успіхи дозволили їй повернутися в першу п'ятірку рейтингу WTA.

## Стиль гри
Кербер народилася правшею, але ракетку тримає в лівій руці. Вона використовує дворучний бекгенд і віддає перевагу грі із задньої лінії. Як і для Агнешки Радванської характерною особливістю її гри є удари з глибокого присідання, що виглядають бридко, але працюють для неї. Сильні ноги дозволяють їй швидко підвестися з цього положення. Гра Кербер відзначається атлетизмом.

## Статистика виступів
Фінали турнірів Великого шолома: 4 (3 титули)
| Статус   | Рік  | Турнір              | Покриття | Суперник у фіналі | Рахунок у фіналі |
| -------- | ---- | ------------------- | -------- | ----------------- | ---------------- |
| Перемога | 2016 | Australian Open (1) | Гард     | Серена Вільямс    | 6-4, 3-6, 6-4    |
| Поразка  | 2016 | Вімблдон            | Трава    | Серена Вільямс    | 5–7, 3–6         |
| Перемога | 2016 | US Open (1)         | Гард     | Кароліна Плішкова | 6-3, 4-6, 6-4    |
| Перемога | 2018 | Вімблдон            | Трава    | Серена Вільямс    | 6-3, 6-3         |

### Виступи на турнірах Великого шолома
| Турнір          | 2007 | 2008 | 2009 | 2010 | 2011 | 2012 | 2013 | 2014 | 2015 | 2016 | 2017 | 2018 | 2019 | Усп    | В–П    |
| --------------- | ---- | ---- | ---- | ---- | ---- | ---- | ---- | ---- | ---- | ---- | ---- | ---- | ---- | ------ | ------ |
| Australian Open | К1   | 2к   | 1к   | 3к   | 1к   | 3к   | 4к   | 4к   | 1к   | П    | 4к   | ПФ   | 4к   | 1 / 12 | 29–11  |
| French Open     | 1к   | 1к   | К2   | 2к   | 1к   | ЧФ   | 4к   | 4к   | 3к   | 1к   | 1к   | ЧФ   | 1к   | 0 / 12 | 17–12  |
| Wimbledon       | 1к   | 1к   | К2   | 3к   | 1к   | ПФ   | 2к   | ЧФ   | 3к   | Ф    | 4к   | П    | 2к   | 1 / 12 | 31–11  |
| US Open         | 1к   | К1   | 2к   | 1к   | ПФ   | 4к   | 4к   | 3к   | 3к   | П    | 1к   | 3к   | 1к   | 1 / 12 | 25–11  |
| Ви–Пр           | 0–3  | 1–3  | 1–2  | 5–4  | 5–4  | 14–4 | 10–4 | 12–4 | 6–4  | 20–2 | 6–4  | 18–3 | 4-4  | 3 / 48 | 102–45 |

### Фінали Чемпіонатів WTA

#### Одиночний розряд: 1 фінал
| Результат | Рік  | Турнір   | Поверхня | Супротивниця       | Рахунок  |
| --------- | ---- | -------- | -------- | ------------------ | -------- |
| Поразка   | 2016 | Сингапур | Хард (i) | Домініка Цібулкова | 3–6, 4–6 |

### Олімпійські фінали

#### Одиночний розряд: 1 (1 срібна медаль)
| Результат | Рік  | Турнір                 | Поверхня | Супротивниця | Рахунок       |
| --------- | ---- | ---------------------- | -------- | ------------ | ------------- |
| Срібло    | 2016 | Літні Олімпійські ігри | Хард     | Моніка Пуїг  | 4–6, 6–4, 1–6 |

## Фінали турнірів WTA

### Одиночний розряд: 32 (14 титулів, 18 поразок)
| Легенда                                           |
| ------------------------------------------------- |
| Турніри Великого шлему (3–1)                      |
| Summer Olympics (0–1)                             |
| Фінал WTA (0–1)                                   |
| Турніри WTA Premier / Турніри WTA 1000 (0–5)      |
| Турніри WTA Premier / Турніри WTA 500 (7–6)       |
| Турніри WTA International / Турніри WTA 250 (4–4) |

| Фінали за покриттям |
| ------------------- |
| Тверде (7–13)       |
| Трава (3–4)         |
| Ґрунт (4–1)         |

| Результат | В-П   | Дата     | Турнір                                            | Категорія     | Покриття   | Опонент                          | Рахунок                      |
| --------- | ----- | -------- | ------------------------------------------------- | ------------- | ---------- | -------------------------------- | ---------------------------- |
| Поразка   | 0–1   | Лют 2010 | Copa Colsanitas Santander, Колумбія               | International | Ґрунт      | Маріана Дуке-Маріньо             | 4–6, 3–6                     |
| Перемога  | 1–1   | Лют 2012 | Open GDF Suez, Франція                            | Premier       | Тверде (i) | Маріон Бартолі                   | 7–6(7–3), 5–7, 6–3           |
| Перемога  | 2–1   | Кві 2012 | Danish Open, Данія                                | International | Тверде (i) | Каролін Возняцкі                 | 6–4, 6–4                     |
| Поразка   | 2–2   | Чер 2012 | Eastbourne International, Велика Британія         | Premier       | Трава      | Таміра Пашек                     | 7–5, 3–6, 5–7                |
| Поразка   | 2–3   | Сер 2012 | Мастерс Цинциннаті, США                           | Premier 5     | Тверде     | Лі На                            | 6–1, 3–6, 1–6                |
| Поразка   | 2–4   | Кві 2013 | Monterrey Open, Мексика                           | International | Тверде     | Анастасія Павлюченкова           | 6–4, 2–6, 4–6                |
| Поразка   | 2–5   | Вер 2013 | Toray Pan Pacific Open, Японія                    | Premier 5     | Тверде     | Петра Квітова                    | 2–6, 6–0, 3–6                |
| Перемога  | 3–5   | Жов 2013 | Linz Open, Австрія                                | International | Тверде (i) | Ана Іванович                     | 6–4, 7–6(8–6)                |
| Поразка   | 3–6   | Січ 2014 | Sydney International, Австралія                   | Premier       | Тверде     | Цветана Піронкова                | 4–6, 4–6                     |
| Поразка   | 3–7   | Лют 2014 | Qatar Ladies Open, Катар                          | Premier 5     | Тверде     | Сімона Халеп                     | 2–6, 3–6                     |
| Поразка   | 3–8   | Чер 2014 | Eastbourne International, Велика Британія         | Premier       | Трава      | Медісон Кіз                      | 3–6, 6–3, 5–7                |
| Поразка   | 3–9   | Сер 2014 | Silicon Valley Classic, США                       | Premier       | Тверде     | Серена Вільямс                   | 6–7(1–7), 3–6                |
| Перемога  | 4–9   | Кві 2015 | Charleston Open, США                              | Premier       | Ґрунт      | Медісон Кіз                      | 6–2, 4–6, 7–5                |
| Перемога  | 5–9   | Кві 2015 | Porsche Tennis Grand Prix, Німеччина              | Premier       | Ґрунт (i)  | Каролін Возняцкі                 | 3–6, 6–1, 7–5                |
| Перемога  | 6–9   | Чер 2015 | Birmingham Classic, Велика Британія               | Premier       | Трава      | Кароліна Плішкова                | 6–7(5–7), 6–3, 7–6(7–4)      |
| Перемога  | 7–9   | Сер 2015 | Silicon Valley Classic, США                       | Premier       | Тверде     | Кароліна Плішкова                | 6–3, 5–7, 6–4                |
| Поразка   | 7–10  | Жов 2015 | Hong Kong Tennis Open, КНР                        | International | Тверде     | Єлена Янкович                    | 6–3, 6–7(4–7), 1–6           |
| Поразка   | 7–11  | Січ 2016 | Brisbane International, Австралія                 | Premier       | Тверде     | Вікторія Азаренко                | 3–6, 1–6                     |
| Перемога  | 8–11  | Січ 2016 | Відкритий чемпіонат Австралії з тенісу, Австралія | Grand Slam    | Тверде     | Серена Вільямс                   | 6–4, 3–6, 6–4                |
| Перемога  | 9–11  | Кві 2016 | Stuttgart Open, Німеччина (2)                     | Premier       | Ґрунт (i)  | Лаура Зігемунд                   | 6–4, 6–0                     |
| Поразка   | 9–12  | Лип 2016 | Вімблдонський турнір, Велика Британія             | Grand Slam    | Трава      | Серена Вільямс                   | 5–7, 3–6                     |
| Поразка   | 9–13  | Сер 2016 | Теніс на літніх Олімпійських іграх 2016, Бразилія | Olympics      | Тверде     | Моніка Пуїг                      | 4–6, 6–4, 1–6                |
| Поразка   | 9–14  | Сер 2016 | Cincinnati Open, США                              | Premier 5     | Тверде     | Кароліна Плішкова                | 3–6, 1–6                     |
| Перемога  | 10–14 | Вер 2016 | Відкритий чемпіонат США з тенісу, США             | Grand Slam    | Тверде     | Кароліна Плішкова                | 6–3, 4–6, 6–4                |
| Поразка   | 10–15 | Жов 2016 | Фінал WTA, Сінгапур                               | WTA Фінали    | Тверде (i) | Домініка Цібулкова               | 3–6, 4–6                     |
| Поразка   | 10–16 | Кві 2017 | Monterrey Open, Мексика                           | International | Тверде     | Павлюченкова Анастасія Сергіївна | 4–6, 6–2, 1–6                |
| Перемога  | 11–16 | Січ 2018 | Sydney International, Австралія                   | Premier       | Тверде     | Ешлі Барті                       | 6–4, 6–4                     |
| Перемога  | 12–16 | Лип 2018 | Wimbledon, Велика Британія                        | Grand Slam    | Трава      | Серена Вільямс                   | 6–3, 6–3                     |
| Поразка   | 12–17 | Бер 2019 | Indian Wells Open, США                            | Premier M     | Тверде     | Б'янка Андреєску                 | 4–6, 6–3, 4–6                |
| Поразка   | 12–18 | Чер 2019 | Eastbourne International, Велика Британія         | Premier       | Трава      | Кароліна Плішкова                | 1–6, 4–6                     |
| Перемога  | 13–18 | Чер 2021 | Bad Homburg Open, Німеччина                       | WTA 250       | Трава      | Катержина Сінякова               | 6–3, 6–2                     |
| Перемога  | 14–18 | Тра 2022 | Internationaux de Strasbourg, Франція             | WTA 250       | Ґрунт      | Кайя Юван                        | 7–6(7–5), 6–7(0–7), 7–6(7–5) |

### Парний розряд: 2 (2 поразки)
| Легенда                                           |
| ------------------------------------------------- |
| Турніри Великого шлему (0–0)                      |
| Турніри WTA Premier / Турніри WTA 1000 (0–0)      |
| Турніри WTA Premier / Турніри WTA 500 (0–1)       |
| Турніри WTA International / Турніри WTA 250 (0–1) |

| Фінали за покриттям |
| ------------------- |
| Тверде (0–1)        |
| Трава (0–1)         |
| Ґрунт (0–0)         |

| Результат | В-П | Дата     | Турнір                                         | Категорія | Покриття | Партнер         | Опоненти                         | Рахунок  |
| --------- | --- | -------- | ---------------------------------------------- | --------- | -------- | --------------- | -------------------------------- | -------- |
| Поразка   | 0–1 | Чер 2008 | Rosmalen Grass Court Championships, Нідерланди | Tier III  | Трава    | Ліга Декмеєре   | Марина Еракович Міхаелла Крайчек | 3–6, 2–6 |
| Поразка   | 0–2 | Січ 2016 | Brisbane International, Австралія              | Premier   | Тверде   | Андреа Петкович | Мартіна Хінгіс Саня Мірза        | 5–7, 1–6 |